# Estadio İzmir Atatürk
El Estadio İzmir Atatürk (en turco: İzmir Atatürk Stadyumu) es un estadio multiusos de Esmirna, Turquía. Fue inaugurado en 1971 y tiene una capacidad para 51.295 espectadores sentados, siendo el estadio en el que disputaba sus partidos el Göztepe SK, Altınordu FK y Karşıyaka SK. El estadio construido en 1964 y remodelado en 2005, lleva homenajea el nombre del político turco Mustafa Kemal Atatürk. Actualmente, solo Karşıyaka SK disputa regularmente sus partidos oficiales en el lugar.
El estadio albergó los Juegos Mediterráneos de 1971 y las Universiadas de 2005, además de la final de la copa turca de fútbol que ganó el Beşiktaş al Fenerbahçe por 4-2.

## Historia
Inaugurado oficialmente el 4 de septiembre de 1971 con el derbi local jugado entre Altay SK y Göztepe que terminó con empate sin goles en un partido válido por la Primera División turca, fue el estadio con mayor capacidad en Turquía hasta principios de la década de 2000, cuando el moderno Estadio Olímpico Atatürk fue inaugurado en 2002. Durante este período, los aficionados turcos formaron una fuerte relación afectiva con el estadio, ya que fue desde 1971 hasta 2009 la sede de la Selección de fútbol de Turquía, donde disputó sus partidos amistosos y oficiales de competencias continentales, habiendo sido muy pocas veces derrotada por otros equipos, lo que le valió el honroso apodo de Fortaleza Invicta.
Con el traslado de los partidos de la selección turca al moderno Estadio Olímpico Atatürk, el estadio pasó a albergar únicamente partidos importantes disputados por clubes locales (Altay, Göztepe, Karşıyaka e Izmirspor) en competiciones nacionales, habiendo albergado varios partidos de la Primera División turca y de la Copa de Turquía. 

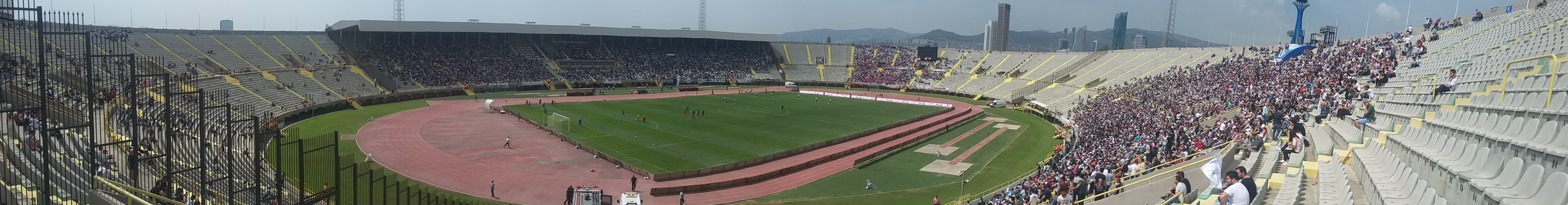
Panorámica del estadio.